# Tristan da Cunha
Tristan da Cunha is een afgelegen eiland van de archipel met dezelfde naam in het zuiden van de Atlantische Oceaan ten zuidwesten van Kaapstad. Het maakt deel uit van Sint-Helena, Ascension en Tristan da Cunha, die samen een Brits overzees gebied vormen. Het vulkaaneiland is moeilijk toegankelijk door het feit dat het eiland een steile rotskust heeft van 600 meter hoog. Het is ook moeilijk bereikbaar. Dit komt door de afgelegen ligging: het noemt zich het meest afgelegen bewoonde eiland ter wereld. Het ligt dicht bij de Roaring Forties.
Het eiland en de archipel als geheel herbergen enkele belangrijke kolonies zeevogels. Sommige soorten broeden nergens anders ter wereld, zoals de ernstig bedreigde tristanalbatros. Vanwege de unieke biologische rijkdom zijn de eilanden Gough en Inaccessible door de UNESCO op de werelderfgoedlijst geplaatst.

## Archipel
Tristan da Cunha is ook de naam van de archipel waartoe het eiland behoort. De eilanden in de 'Tristan da Cunha'-archipel zijn:
- Tristan da Cunha (98 km²)
- Inaccessible (14 km²)
- Nightingale-eilanden (2 km²)
  - Nightingale (1,8 km²)
  - Middle (0,1 km²)
  - Stoltenhoff (0,1 km²)
- Gough (Diego Alvarez) (91 km²)

## Bestuur
In Edinburgh is een tijdelijke lokale bestuurder gevestigd die aangesteld wordt door de gouverneur in Sint-Helena, die weer valt onder Buitenlandse Zaken van Groot-Brittannië. Ook is er een eilandraad van elf leden (drie benoemd en acht gekozen voor drie jaar) waaraan deze bestuurder (voorzitter van de raad) verantwoording moet afleggen.

## Geschiedenis
De Portugese admiraal Tristão da Cunha ontdekte in 1506 in het zuiden van de Atlantische Oceaan een eilandengroep waarvan hij het grootste en meest indrukwekkende naar zichzelf vernoemde: Tristan da Cunha. Da Cunha ging er niet aan land omdat de zee er te gevaarlijk was.

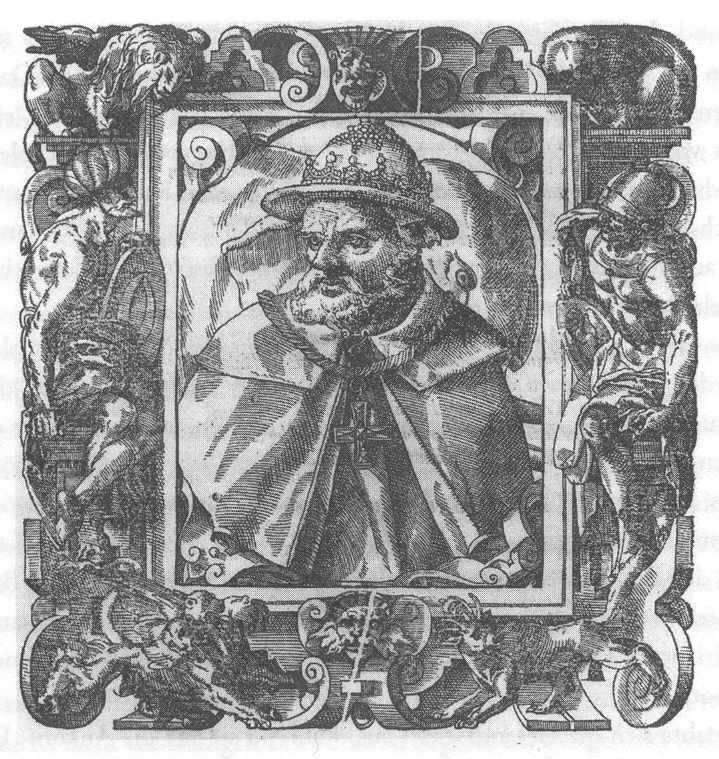
Tristão da Cunha
(1575)

Het eiland is vulkanisch van oorsprong. Vanuit de basis reikt de vulkaan, Queen Mary's Peak, op tot een hoogte van 2062 meter, waarmee hij het hoogste punt van Sint-Helena, Ascension en Tristan da Cunha is. Op het enige vlakke deel van het eiland is de hoofdstad Edinburgh-of-the-Seven-Seas in het noordwesten gelegen. Dit is het bewoonde (en ook bewoonbare) gebied van de archipel. Er is alleen een kleine vissershaven.

### 19e eeuw
De eerste bewoners van Tristan da Cunha waren drie walvisvaarders uit de VS in 1811. Daarvoor waren Tristan en Inaccessible en de andere eilanden al regelmatig bezocht geweest door robbenjagers, piraten, walvisvaarders en VOC-schippers. Echte bewoning had echter nooit plaatsgevonden en het eiland was ook nooit geclaimd aangezien het geen geschikte landingsplaats bezat. Een van drie walvisvaarders, Jonathan Lambert, afkomstig uit Salem (Massachusetts), riep zichzelf uit tot koning van het eiland. Hij noemde de archipel 'Islands of Refreshment'. Zijn regering duurde echter maar zeer kort aangezien hij en zijn collega Williams in 1812 bij een bootongeluk omkwamen.

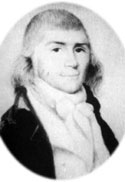
John Lambert
(ca. 1810)

Er was van deze eerste bewoners nog één aanwezig op het eiland toen in 1816 een garnizoen Britse troepen vanaf Kaapstad naar het eiland kwam om het te bezetten om eventuele reddingspogingen van Napoleon, die gevangen zat op Sint Helena, door de Fransen vanaf Tristan te verhinderen. Hun komst wordt herdacht als het begin van de Britse vestiging. De laatste overgebleven bewoner, Thomas Currie, vertelde de Britten over een schat die zich op het eiland zou bevinden. Zijn drank betaalde hij namelijk met goud. Hij zei echter nooit waar deze zich zou moeten bevinden en stierf uiteindelijk aan de drank om hem loslippig te maken, gegeven door de Britten, die naar de schat zochten.

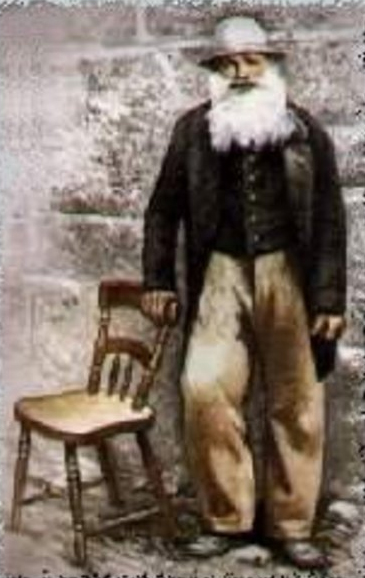
Pieter Groen
(1873)

Toen in 1817 het garnizoen werd teruggetrokken van het eiland, bleef de korporaal William Glass op eigen verzoek achter met zijn Hollands-Kaapse vrouw Maria Leenders, zijn twee dochters en twee collega's Samuel Burnell en John Nankivel. Al snel kwamen meer mensen naar het eiland om er te gaan wonen: schipbreukelingen die bleven en gedeserteerde (of op eigen verzoek achtergelaten) scheepslieden van walvisvaarders. Het oorlogsschip Satellite bracht in 1821 naar het eiland Alexander Cotton de latere opvolger van William Glass, die de eerste gouverneur was tot zijn dood in 1853. Het schip Blendon Hall liep tijdens dichte mist op 23 juli 1821 aan de noordwest kant van Inaccessible Island op de rotsen. Bijna iedereen overleefde de stranding en leefde daar enkele maanden in geïmproviseerde tenten, levend van vis, zeevogels en pinguïns. Met een zelfgebouwde boot voeren de timmerman en negen zeelieden naar Tristan. De volgende dag voer gouverneur William Glass met twee schepen naar het eiland en redde zo de rest van de bemanning. In 1827 vroeg men aan de kapitein van de vissersboot Duke of Gloucester of men vrouwen uit St. Helena kon halen. Vrijwillig kwamen vier mulattinnen en een zwarte weduwe met vier dochters. In 1836 strandde de schoener Emily met de Nederlandse visser Pieter Groen uit Katwijk. Hij bleef, trouwde er, veranderde zijn naam in Peter Green en werd in 1865 woordvoerder/gouverneur van de gemeenschap. In 1856 woonden er al 97 mensen. In 1867 werd op voorstel van Peter Green de 'Settlement' vernoemd naar prins Alfred, de hertog van Edinburgh en de tweede zoon van koningin Victoria die het eiland in dat jaar bezocht had: Edinburgh-of-the-Seven-Seas.
Echter na de opening van het Suezkanaal in 1869, tijdens de Amerikaanse Burgeroorlog 1861-1865 waarbij zeeschepen in de strijd vernietigd werden, de afnemende zeilvaart door de introductie van stoomschepen verminderde het aantal schepen dat het eiland aandeed en ook een groot deel van de bewoners vertrokken naar andere gebieden. Het eiland werd min of meer vergeten en kwam alleen nog in het nieuws als er weer eens een aantal schipbreukelingen was gered door de bevolking. Dit is waarschijnlijk ook een van de redenen geweest, naast de Anglicaanse dominees die er kwamen, die ook onderwijs aan de kinderen gaven, dat de Britse regering het eiland in 1876 claimde voor het Britse Rijk. Afgesproken werd dat minstens eenmaal per jaar een Brits marinevaartuig langs zou komen met levensmiddelen en andere noodzakelijke dingen.
Op 27 november 1885 gebeurde een ramp toen de bark West Riding op Tristan om water vroeg. Na een mislukte aardappeloogst en gedreven door een gebrek aan provisie gingen 15 mannen aan boord van hun nieuwe reddingsboot tijdens ruw weer om het schip te onderscheppen. Maar net toen ze bij de West Riding aankwamen sloeg een enorme golf over de reddingsboot, die zonk en allen verdronken. Deze dag wordt nog elk jaar herdacht. Slechts vier mannen bleven over naast de weduwen en kinderen. Sommigen van de geëmigreerden, na de dood van William Glass, kwamen terug. Aangevuld met schipbreukelingen. Bijvoorbeeld het schip Italia uit Camogli leed schipbreuk in 1892 en de vissers Andrea Repetto en Gaetano Lavarello besloten te blijven. De Marble Clark strandde in 1895. De scheepsklok is nog in gebruik als kerkklok van de St. Mary's Anglicaanse kerk. In 1897 woonden er 60 mensen.

### 20e eeuw
In 1914 werd het Panamakanaal geopend, waardoor er nog minder schepen langs het eiland kwamen.
In 1935 werden de eerste bewegende beelden van het eiland gemaakt, vanaf de Nederlandse onderzeeboot K XVIII. Deze werden vertoond in de Polygoon film-documentaire 20.000 Mijlen over zee. Scenes: het silhouet van het eiland; een Tristanse sloep komt aanvaren; proviand en post worden van de onderzeeboot overgeladen; het dorp loopt uit voor de landing van de sloep op het strand (dat bij de vulkaanuitbarsting in 1961 door lava is overstroomd); eenvoudige woningen in het dorp; groeten aan Nederland van 'de kleindochter van Pieter Groen'; en een kolonie vogels.
In 1938 werd het eiland verklaard tot onderdeel van Sint-Helena, al zijn de eilandbewoners het daar tot op heden niet mee eens. In 1950 startte een rivierkreeftverwerkingsbedrijf in de plaats, waardoor de eilandbevolking voor het eerst met geld in aanraking kwam op het eiland.
Op 27 augustus 1958 liet de Amerikaanse marine een atoombom ontploffen op 160 kilometer hoogte en ongeveer 175 kilometer ten zuidoosten van het eiland Tristan da Cunha, als deel van het geheime experiment, Operatie Argus.
Op 10 oktober 1961 barstte de vulkaan op het eiland uit en de bevolking vluchtte met de boten naar het eiland Nightingale. De volgende dag werden ze door het Nederlandse schip Tjisadane, dat eigenlijk kwam om twee jonge vrouwen van Tristan op te halen om ze naar een training Verpleegkunde te brengen, naar Kaapstad gebracht. Vandaar werd men met de RMS Sterling Castle met z'n allen geëvacueerd naar het Verenigd Koninkrijk. Aanvankelijk naar het niet meer gebruikte Pendell Army Camp in Merstham, Surrey en later naar het vroegere RAF kamp in kustdorp 'Calshot' bij Southampton. Pas in oktober 1963 konden ze met het Deense schip de M/S Bornholm terugkeren. Ook de haven werd gerenoveerd, veiliger gemaakt en genoemd 'Calshot Harbour'. De compleet andere samenleving aldaar had hen echter wel veranderd en de samenleving op het eiland is sindsdien anders dan daarvoor.

### 21e eeuw
De nog geen tweehonderdvijftig inwoners behoren oorspronkelijk tot slechts negen families, waarvan de familienamen zijn: Glass, Swain, Green, Rogers, Hagan, Collins, Squibb, Repetto en Lavarello. Alle gezinnen op het eiland bezitten een gelijke hoeveelheid land en vee in de vorm van twee runderen en zeven schapen per gezin. Ook de inkomsten zijn voor een ieder gelijk. Er is één politieagent als ordehandhaver, maar deze vervult ook andere taken op het eiland.
In 2002 werd een Vlag van Tristan da Cunha van British Overseas Territories (BOT) aangenomen.

In 2005 kreeg het eiland een postcode TDCU 1ZZ, zodat er bij postorderbedrijven en via internet orders geplaatst kunnen worden.
Op 4 december 2007 bereikte de internationale media het bericht dat de dokter van Tristan da Cunha om hulp vroeg bij de bestrijding van een longvirusinfectie. Die zou veel van de inwoners hebben geveld. Omdat er geen vliegveld op het eiland is kunnen medicijnen niet snel worden gebracht. Enige malen per jaar komt een vissersboot vanuit Kaapstad, die er vijf tot acht dagen over doet met bezoekers, post en pakjes. Er is ook belangstelling door de komst van gemiddeld viermaal per jaar van cruiseschepen naar het eiland.
Het is voor buitenlanders nu niet meer toegestaan om zich permanent op het eiland te vestigen.

## Ziekenhuis
In 1942 werd het 'Station Hospital' opgericht in het Atlantic Isle naval station met een residente arts, chirurg luitenant Woolley, voor het eerst in de geschiedenis van het eiland. Daarvoor had men slechts zelfhulp en medische hulp van passerende schepen.
In 1971 werd het Camogli Ziekenhuis in praktijk genomen, genoemd naar de stad van de twee Italiaanse schipbreukelingen die in 1892 bleven, Andrea Repetto en Gaetano Lavarello.
Na de orkaan van 2001 is het ziekenhuis opgeknapt. Het omvat nu een wachtruimte, een kamer voor spoedeisende hulp, spreekkamers, operatiekamer, röntgenkamer en kamers voor gebitsbehandeling. Vijf lokale verpleegkundigen staan de arts bij. De uitrusting bestaat uit twee draagbare röntgenapparaten en een nood-trolley met een ECG-apparaat en defibrillator.
Op 9 juni 2017 werd het nieuw gebouwde en uitgebreide Camogli Healthcare Centre in gebruik genomen.

## Zeereservaat
In november 2020 heeft de Britse regering een zeereservaat ingesteld om het eiland. In een gebied met een omvang van 627.247 km² worden visserij en andere 'winningsactiviteiten' verboden. Verder worden bedreigde diersoorten als de rotspinguïn en de geelneusalbatrossen beschermd. Het reservaat heeft ongeveer driemaal het oppervlak van het Verenigd Koninkrijk en is wat grootte betreft het vierde gebied ter wereld met deze status. De beschermingszone wordt onderdeel van het Britse Blue Belt-programma.

## Economie
Tristan da Cunha is grotendeels zelfvoorzienend. Rondom Edinburgh liggen graslanden, waarop de dieren van de eilandbewoners grazen en akkervelden waarop groente verbouwd wordt. Belangrijkste exportproducten zijn de visserij (langoesten), inkomsten van postzegels, munten en daarnaast wat toerisme. Het eiland heeft geen vliegveld, maar wel een vissershaven. Door het instorten van de belangrijkste markt voor langoesten in het Verre Oosten, is het eiland aangewezen op financiële steun.

### Visverwerkingsfabriek
De eerste visverwerkingsfabriek, voor de verwerking van langoesten (Jasus paulensis), evenals kreeften met 10 poten, werd vernietigd door de lavastroom van de vulkaanuitbarsting van 1961. In 1965 werd een nieuwe fabriek gebouwd; deze opende op tijd voor het visseizoen op 23 mei 1966.
Deze (tweede) visfabriek werd op 13 februari 2008 door brand verwoest.
Ook de elektriciteitsgeneratoren die het eiland van stroom voorzien werden vernietigd.
Als noodplan kregen de bewoners de beschikking over een beperkt gebruik van elektriciteit, terwijl het ziekenhuis gebruik maakte van een eigen noodgenerator, waarna het leven zich enigszins kon normaliseren.
Pas op 24 maart 2008 werden nieuwe generatoren geïnstalleerd en werd de elektriciteitsvoorziening hersteld. In 2014 werd goedkeuring verkregen om bevroren vis te verkopen in de EU.

### Postzegels, Munten en Breiwerk
- Tristan da Cunha is een populair verzamelgebied in de filatelie. De eerste emissie in 1952 was een zwarte opdruk "Tristan da Cunha" op de uitgifte van Sint-Helena van 1938 tot 1949. De tweede emissie in 1953 bestond uit eigen zegels bij gelegenheid van de kroning van de Britse koningin Elizabeth.[25][26][27] De natuur — vooral vogels en vissen — vormt door de jaren heen een belangrijk thema op de postzegels.[28] Het postkantoor van het eiland verzorgt vele duizenden verzendingen per jaar, waaronder eerstedagenveloppen van alle nieuw uitgegeven postzegels.[29]
- Ook de munten van Tristan da Cunha zijn zeldzaam en gewild.[30]
- Het eiland heeft een breiclub '37 Degrees South', die populaire spullen maakt, na het zelf spinnen van de wol.[31]

## Broedvogels op de eilanden van de Tristan-groep
Albert Beintema is een van de weinige Nederlanders die betrokken was bij het onderzoek (in 1993) naar vogels op dit eiland. Hij schreef daarover een reisboek dat onder andere gaat over het uitgestorven inheemse Tristanwaterhoentje (Gallinula nesiotis).
Inmiddels is er ook DNA-onderzoek gedaan naar het verschil tussen de waterhoentjes die nu voorkomen op Gough en Tristan da Cunha en museummateriaal van het Tristanwaterhoentje. Groenenberg et al (2008) vonden daarbij wel degelijk genetische verschillen. Deze verschillen kunnen echter zo geïnterpreteerd worden dat beide waterhoentjes eerder ondersoorten van elkaar zijn, dan verschillende soorten.
Het voorkomen van broedvogels op Tristan (T), Nightingale (N), Inaccessible (I) en Gough (G) is weergegeven met een + (aanwezig als broedvogel), een - (geen broedvogel), een ? (broeden onzeker) of een † (uitgestorven).
| Wetenschappelijke, Nederlandse en Engelse naam                                               | lokale naam op Tristan | T | N | I | G |
| -------------------------------------------------------------------------------------------- | ---------------------- | - | - | - | - |
| Eudyptes chrysocome, rotspinguïn, Rockhopper                                                 | Pinnamin               | + | + | + | + |
| Diomedea dabbenena, tristanalbatros, Tristan Albatross                                       | Gony                   | - | - | + | + |
| Thalassarche chlororhynchos, Atlantische geelsnavelalbatros, Atlantic Yellow-nosed Albatross | Molly                  | + | + | + | + |
| Phoebetria fusca, zwarte albatros, Sooty Albatross                                           | Peeo                   | + | + | + | + |
| Macronectes giganteus, zuidelijke reuzenstormvogel, Giant Petrel                             | Stinker                | - | - | - | + |
| Pterodroma macroptera, langvleugelstormvogel, Great-winged Petrel                            | Black Haglet           | + | - | ? | + |
| Pterodroma incerta, Schlegels stormvogel, Atlantic Petrel                                    | Biggest Whitebreast    | + | - | ? | + |
| Aphrodroma brevirostris, kerguelenstormvogel, Kerguelen Petrel                               | Blue Nighthawk         | ? | ? | + | + |
| Pterodroma mollis, donsstormvogel, Soft-plumaged Petrel                                      | Littlest Whitebreast   | + | + | + | + |
| Pachyptila vittata, breedbekprion, Broad-billed Prion                                        | Nightbird              | + | + | + | + |
| Procellaria aequinoctialis, witkinstormvogel, White-chinned Petrel                           | Shoemaker, Ringeye     | - | - | + | - |
| Procellaria cinerea, grijze stormvogel, Grey Petrel                                          | Pediunker              | + | - | ? | + |
| Puffinus assimilis, kleine pijlstormvogel, Little Shearwater                                 | Whistler               | ? | + | + | + |
| Puffinus gravis, grote pijlstormvogel, Great Shearwater                                      | Petrel                 | - | + | + | + |
| Puffinus griseus, grauwe pijlstormvogel, Sooty Shearwater                                    | –                      | + | - | - | - |
| Garrodia nereis, grijsrugstormvogeltje, Grey-backed Storm Petrel                             | –                      | - | - | - | + |
| Pelagodroma marina, bont stormvogeltje, White-faced Storm Petrel                             | Skipjack               | + | + | + |   |
| Fregetta grallaria, witbuikstormvogeltje, White-bellied Storm Petrel                         | Stormpigeon            | - | + | + | + |
| Pelecanoides urinatrix, alkstormvogeltje, Common Diving Petrel                               | Flying Pinnamin        | - | + | + | + |
| Stercorarius antarcticus, Subantarctische grote jager, Subantarctic Skua                     | Seahen                 | + | + | + | + |
| Sterna vittata, zuidpoolstern, Antarctic Tern                                                | Kingbird               | + | + | + | + |
| Anous stolidus, noddy, Noddy                                                                 | Woodpigeon             | + | + | + | + |
| Gallinula nesiotis, tristanwaterhoen, Tristan Moorhen                                        |                        | † | - | - | - |
| Gallinula comeri, goughwaterhoen, Gough Moorhen                                              | Island Cock            | + | - | - | + |
| Atlantisia rogersi, Inaccessible-eilandral, Inaccessible Flightless Rail                     | Little Island Cock     | - | - | + | - |
| Nesocichla eremita, tristanlijster, Tristan Thrush                                           | Starchy                | + | + | + | - |
| Nesospiza acunhae, tristangors, Tristan Bunting                                              | Canary                 | - | + | + | - |
| Nesospiza wilkinsi, Wilkins' gors, Grosbeak Bunting                                          | Big Canary             | - | + | + | - |
| Rowettia goughensis, Gough-eilandgors, Gough Bunting                                         | Bunting                | - | - | - | + |

## Afbeeldingen

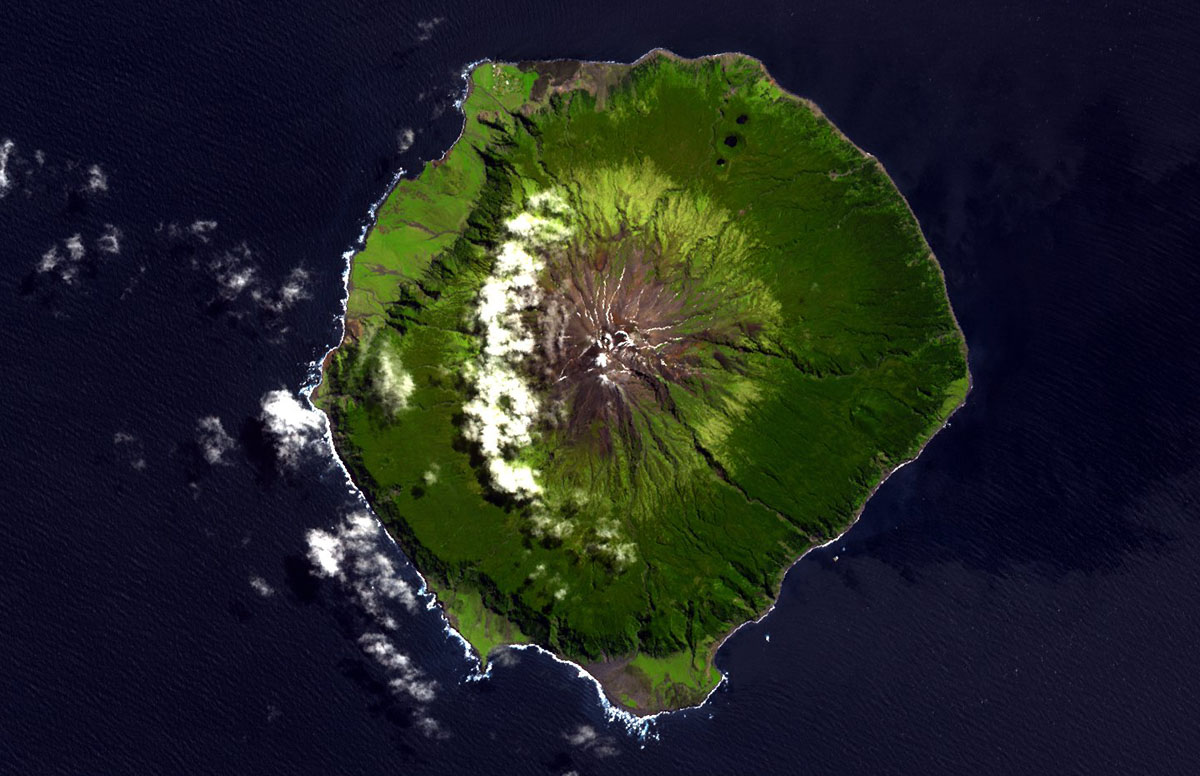
Tristan da Cunha NASA foto 2006
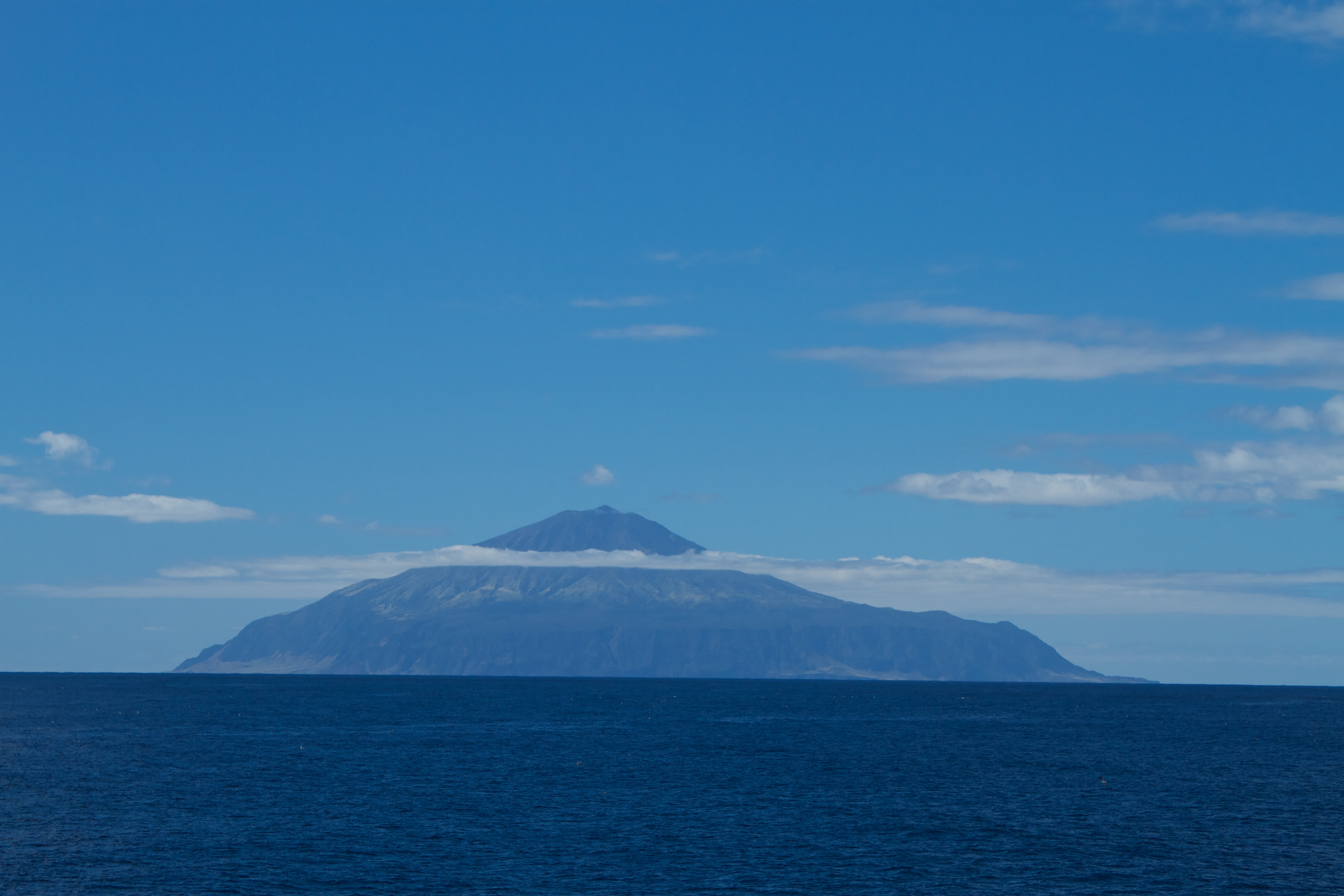
Tristan da Cunha
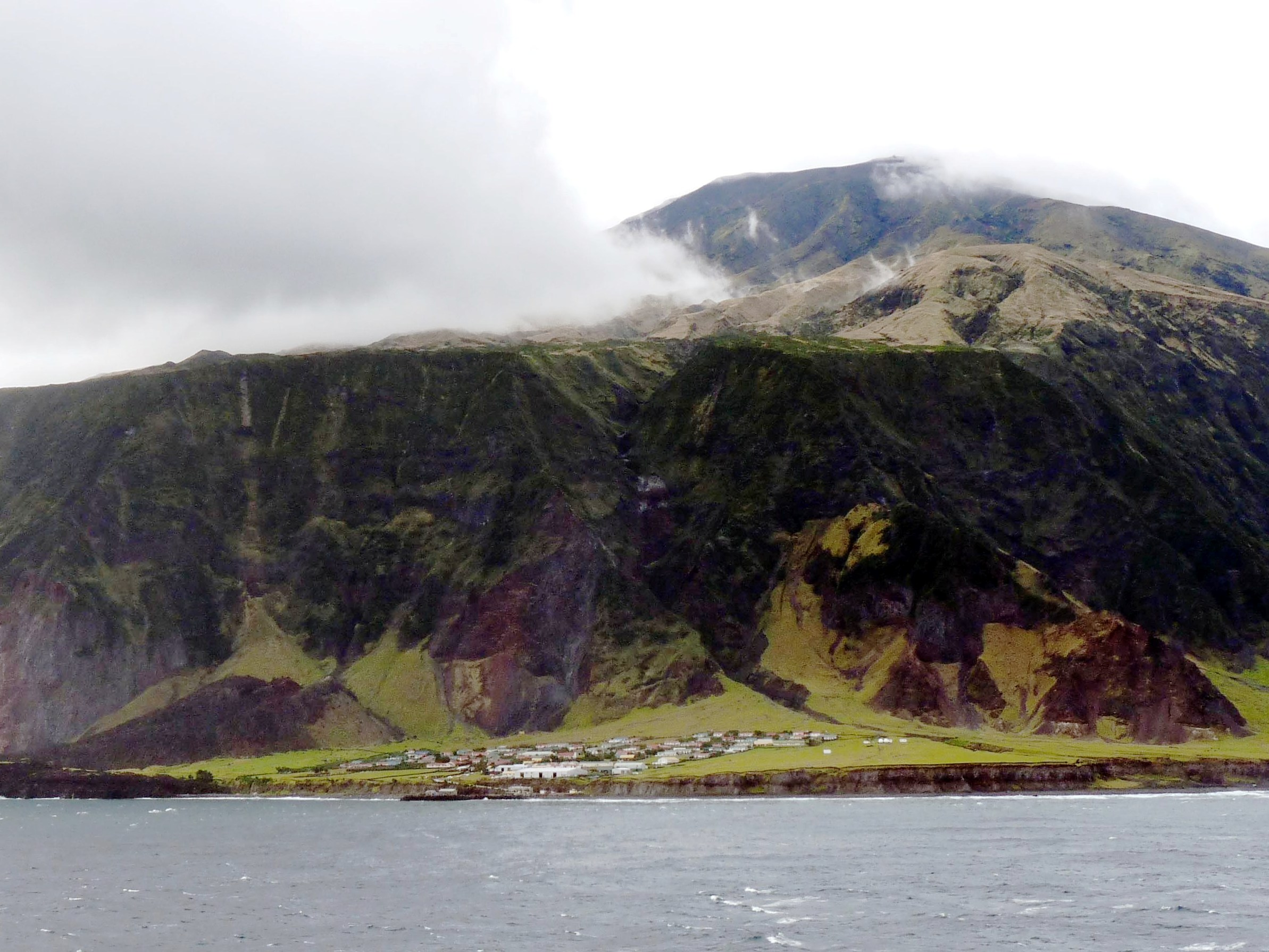
Edinburgh-of-the-Seven-Seas
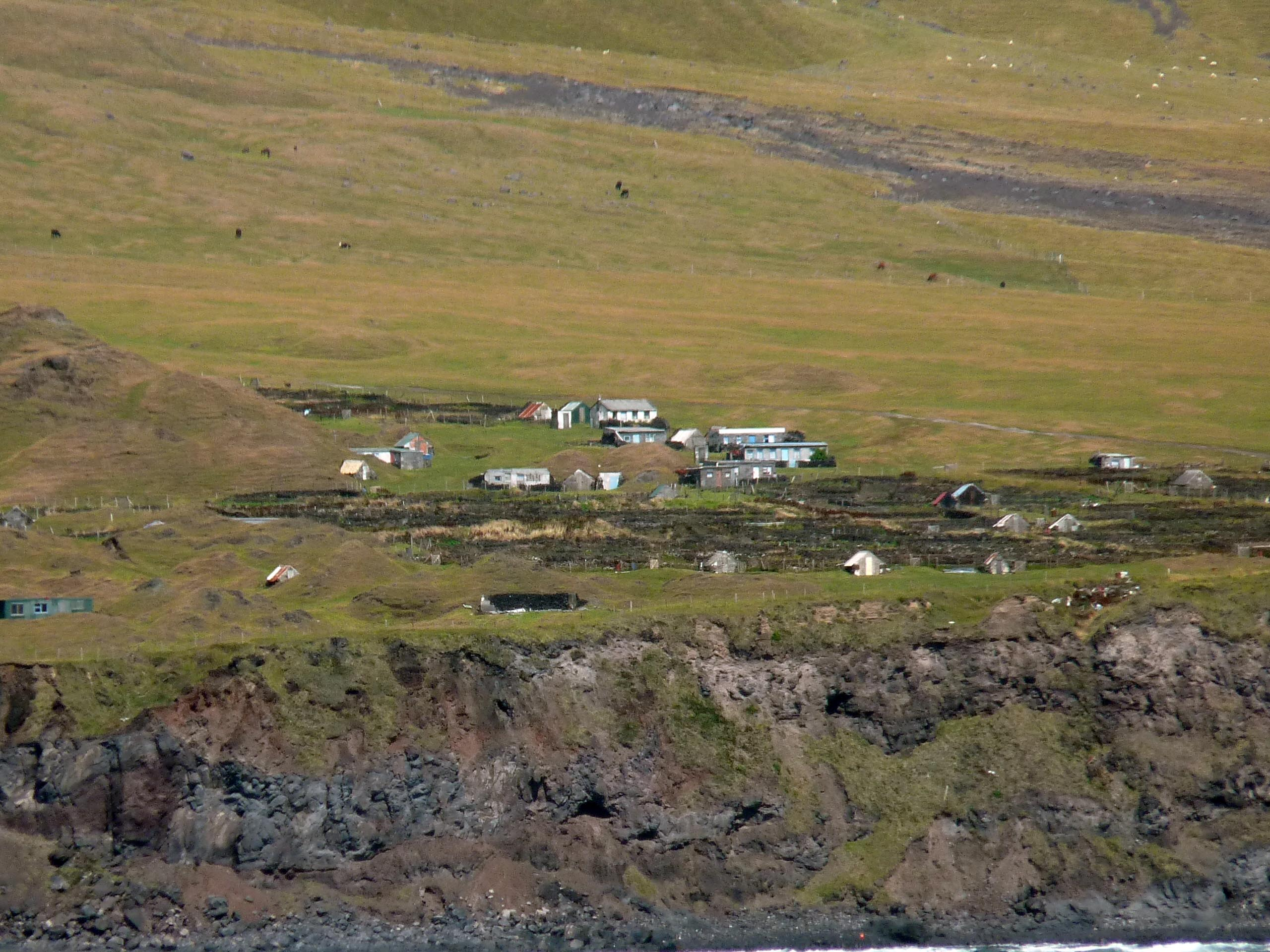
Aardappelgronden Tristan da Cunha (donkergroen)
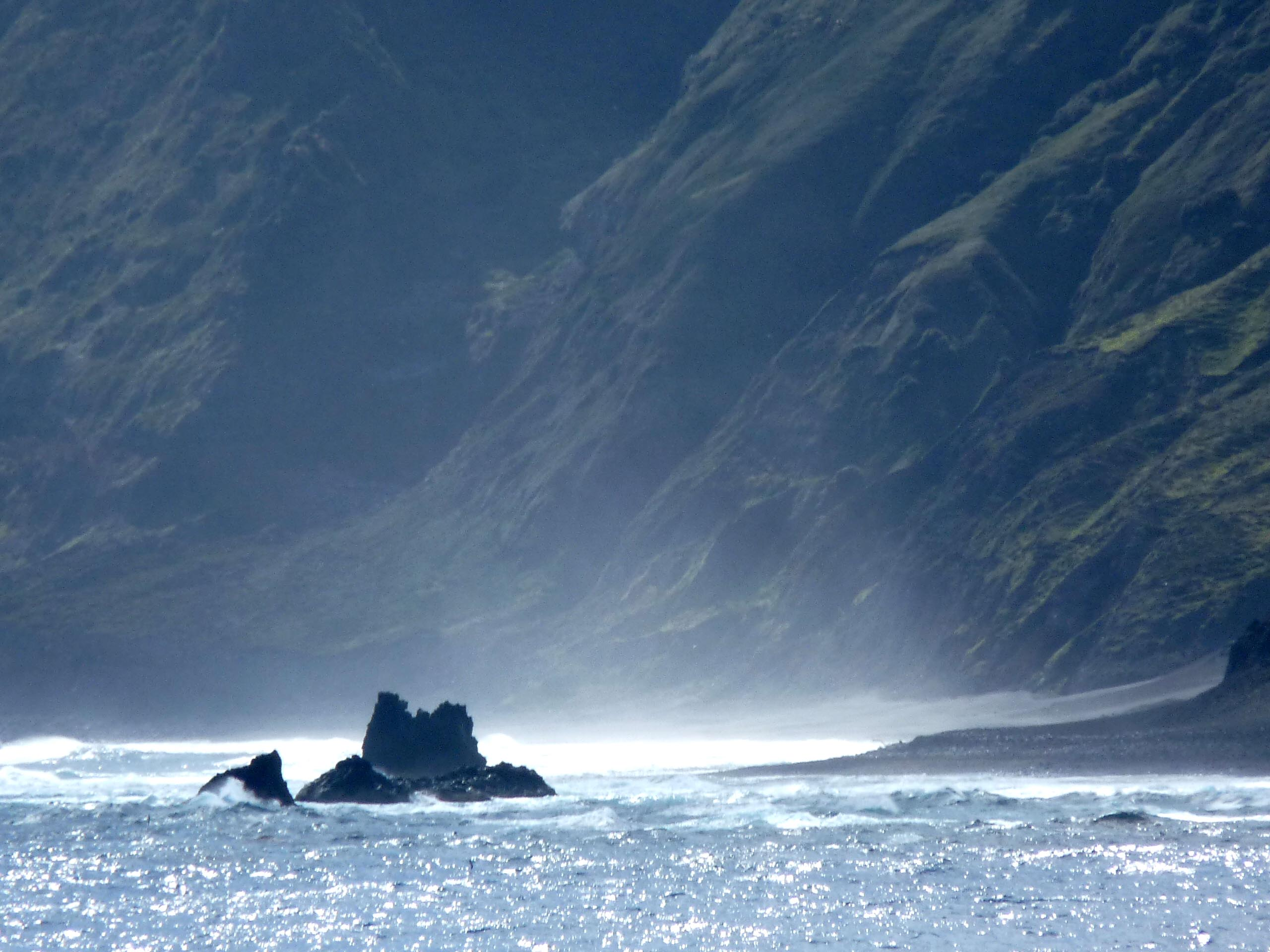
De ruige westkust van het hoofdeiland